# Garrett Burnett
Garrett "Rocky" Burnett, född 23 september 1975 i Coquitlam i British Columbia, död 11 april 2022 i Toronto i Ontario, var en kanadensisk professionell ishockeyspelare som spelade med Mighty Ducks of Anaheim i National Hockey League säsongen 2003–04.

## Karriär
Då Burnett var odraftad spelade han främst i East Coast Hockey League (ECHL) innan han skrev på som en fri agent med San Jose Sharks i National Hockey League (NHL) den 2 juni 1998. Burnett tog ofta rollen som en tuff spelare, och under sin tid i minor league samlade han ihop 2 562 utvisningsminuter för 13 olika lag. Under säsongen 1999–2000 samlade han ihop 506 utvisningsminuter på endast 58 matcher med Kentucky Thoroughblades i American Hockey League (AHL).
Efter att ha skrivit på med Mighty Ducks of Anaheim den 25 juli 2003, gjorde Garrett sin NHL-debut säsongen 2003–04. Burnetts första NHL-mål i karriären kom mot Brent Johnson från Phoenix Coyotes den 17 mars 2004. Burnett spelade 39 matcher och skrapade ihop 184 utvisningsminuter samtidigt som han gjorde ett mål och gjorde två assist. Burnett deltog i 22 slagsmål under sin enda NHL-säsong med Mighty Ducks of Anaheim. Hans rykte om att ha ett "ansikte av sten" (face of stone) befästes i hans kamp den 19 mars 2004 mot San Joses Scott Parker, som fick en bruten hand av att slåss mot Burnett.
På grund av NHL-lockouten 2004, spelade han en kort tid som spelande andretränare för Danbury Trashers i United Hockey League (UHL).
Burnett blev sedan fri agent och signeades av Dallas Stars för säsongen 2005–06, och spelade då för deras samarbetsklubb Iowa Stars och Phoenix RoadRunners.
Hans sista match spelades i Ligue nord-américaine de hockey (LNAH) den 17 december 2006, då han spelade för Summum Chiefs. Ligan stängde av honom för att ha kastat ett nät på en motståndare.

## Tvåsportsidrottare
Burnett var även aktiv som lacrossespelare och skrev på med Arizona Sting i National Lacrosse League (NLL) 2006, och hamnade på deras träningslista. Han har inte spelat en NLL-match från och med säsongen 2006. Under säsongen 2006 spelade han lacrosse för New Westminster Salmonbellies i Western Lacrosse Association i Vancouver.

## Misshandel
Burnett överfölls tidigt den 26 december 2006 på och utanför en nattklubb i North Delta, British Columbia. Han låg i koma på ett sjukhus i Vancouver. Enligt familjen låg han på livsuppehåll och i koma i 3 veckor och mådde efteråt mycket bättre. Från och med 2010 hade inga åtal väckts för händelsen.
I december 2008 stämde Burnett bland annat polisavdelningen i Delta, företaget, samt ägarna till nattklubben Cheers och dörrvakter i samband med incidenten 2006. I november 2011 förlorade Burnett fallet.

## Statistik
| 1994–95    | Sault Ste. Marie Greyhounds | OHL        | 14 | 0 | 1  | 1  | 78  | — | — | — | — | —  |
| 1994–95    | Kitchener Rangers           | OHL        | 22 | 0 | 1  | 1  | 74  | 3 | 0 | 1 | 1 | 23 |
| 1995–96    | Utica Blizzard              | CoHL       | 15 | 0 | 1  | 1  | 78  | — | — | — | — | —  |
| 1995–96    | Oklahoma City Blazers       | CHL        | 3  | 0 | 0  | 0  | 20  | — | — | — | — | —  |
| 1995–96    | Tulsa Oilers                | CHL        | 6  | 1 | 0  | 1  | 94  | — | — | — | — | —  |
| 1995–96    | Nashville Knights           | ECHL       | 3  | 0 | 0  | 0  | 22  | — | — | — | — | —  |
| 1995–96    | Jacksonville Lizard Kings   | ECHL       | 8  | 0 | 1  | 1  | 38  | 1 | 0 | 0 | 0 | 0  |
| 1996–97    | Knoxville Cherokees         | ECHL       | 50 | 5 | 11 | 16 | 321 | — | — | — | — | —  |
| 1997–98    | Johnstown Chiefs            | ECHL       | 34 | 1 | 1  | 2  | 331 | — | — | — | — | —  |
| 1997–98    | Philadelphia Phantoms       | AHL        | 14 | 1 | 2  | 3  | 129 | — | — | — | — | —  |
| 1998–99    | Kentucky Thoroughblades     | AHL        | 31 | 1 | 0  | 1  | 186 | — | — | — | — | —  |
| 1999–2000  | Kentucky Thoroughblades     | AHL        | 58 | 3 | 3  | 6  | 506 | 4 | 0 | 0 | 0 | 31 |
| 2000–01    | Cleveland Lumberjacks       | IHL        | 54 | 2 | 4  | 6  | 250 | — | — | — | — | —  |
| 2001–02    | New Haven Knights           | UHL        | 4  | 1 | 0  | 1  | 40  | — | — | — | — | —  |
| 2001–02    | Cincinnati Mighty Ducks     | AHL        | 32 | 1 | 0  | 1  | 175 | — | — | — | — | —  |
| 2002–03    | Hartford Wolf Pack          | AHL        | 62 | 6 | 1  | 7  | 346 | 1 | 0 | 0 | 0 | 2  |
| 2003–04    | Mighty Ducks of Anaheim     | NHL        | 39 | 1 | 2  | 3  | 184 | — | — | — | — | —  |
| 2004–05    | Danbury Trashers            | UHL        | 7  | 0 | 1  | 1  | 48  | — | — | — | — | —  |
| 2005–06    | Iowa Stars                  | AHL        | 10 | 0 | 1  | 1  | 104 | — | — | — | — | —  |
| 2005–06    | Phoenix RoadRunners         | ECHL       | 29 | 1 | 2  | 3  | 74  | — | — | — | — | —  |
| 2006–07    | Saint-Jean Chiefs           | LNAH       | 4  | 0 | 0  | 0  | 70  | — | — | — | — | —  |
| NHL totals | NHL totals                  | NHL totals | 39 | 1 | 2  | 3  | 184 | — | — | — | — | —  |